# Leonid Slutski (político)
Leonid Eduárdovich Slutski (en ruso: Леонид Эдуардович Слуцкий, romanizado: Leonid Slutskii; nacido el 4 de enero de 1968) es un político ruso. Slutski es diputado de la Duma Estatal de Rusia y miembro destacado del populista Partido Liberal-Demócrata de Rusia. En la Sexta Duma Estatal fue presidente del Comité de la Duma Estatal sobre la Comunidad de Estados Independientes, la Integración Euroasiática y las Relaciones con los Compatriotas. En la Séptima Duma Estatal, Slutski es el presidente del Comité de Asuntos Internacionales.
En 2018, Slutski se convirtió en la figura central del primer escándalo sexual en la historia de la Duma estatal rusa, ampliamente cubierto en la prensa rusa e internacional y que derivó en un boicot solidario de los medios de comunicación con respecto a la diputada.
En 2022, después del comienzo de la invasión rusa de Ucrania, Slutski se convirtió en miembro de la delegación rusa en las negociaciones de paz ruso-ucranianas.

## Biografía
Slutski ha sido primer vicepresidente del Comité de Asuntos Internacionales de la Duma Estatal y fue elegido presidente del Comité de Asuntos Internacionales en la Séptima Duma Estatal. Es decano del departamento de relaciones internacionales de la Universidad Estatal de Economía, Información y Estadística de Moscú. Ha ocupado altos cargos bancarios y fue asesor del alcalde de Moscú. Slutski también informó a una dirección del Presídium del Sóviet Supremo de la URSS. Tiene un doctorado en economía del Instituto Económico-Estadístico de Moscú.
El 17 de marzo de 2014, el día después del referéndum sobre el estatus de Crimea, Slutski se convirtió en una de las primeras siete personas sancionadas por el presidente Obama en virtud de la orden ejecutiva 13661. Las sanciones congelan sus activos en Estados Unidos. Debido a la crisis de Crimea, también fue incluido en las listas de sanciones de Canadá y la Unión Europea.
El 1 de febrero de 2017, Slutski señaló una relación más estrecha entre Rusia y Siria, afirmando que el Comité de Asuntos Internacionales estaba planeando una sesión conjunta de la Duma Estatal y el Consejo Popular de Siria.
En 2017, Slutski calificó el referéndum de independencia catalán como una "prueba de fuego" para la Unión Europea, preguntando "¿Bruselas estará de acuerdo con el derecho de las naciones a la autodeterminación, como convenía con Kosovo, o seguirá insistiendo en el principio de integridad territorial" como lo hizo con Crimea.
En octubre de 2018, Slutski expresó su preocupación de que los planes de Estados Unidos de retirarse del Tratado de Fuerzas Nucleares de Alcance Intermedio resultarían en una nueva Guerra Fría y potencialmente en una confrontación armada.
En las elecciones presidenciales de Rusia de marzo de 2024, fue candidato por el Partido Liberal Demócrata de Rusia y obtuvo el 3.21% de la votación.

## Acusaciones de acoso sexual
En febrero de 2018, la reportera del BBC News en ruso Faridá Rustámova, la asistente del mago Debbie McGee, la productora de Dozhd Daria Zhuk, la ex reportera de Kommersant Anastasia Karímova y la periodista de RTVi Ekaterina Kotrikadze acusaron a Slutski de acoso sexual a través de Dozhd y BBC. Las acusaciones se discutieron en los medios rusos durante toda la primavera de 2018. En respuesta, Slutski se comparó con Harvey Weinstein, afirmó ser objeto de difamación y provocación y amenazó a Dozhd con acciones legales.
Varios parlamentarios hablaron en defensa de Slutski, incluido el llamado "club femenino" de la Duma Estatal (copresidentes de diferentes facciones políticas: Yelena Serova, Olga Yepifánova, Tamara Pletniova, Elena Strókova) y el presidente de la Duma Estatal, Viacheslav Volodin, quien vinculó las acusaciones a motivos políticos. La diputada de Rusia Unida, Oksana Púshkina, apoyó a las mujeres periodistas y declaró en una entrevista televisiva con RBC que, según sus observaciones y experiencias, el acoso sexual en la Duma estatal había ocurrido en el pasado, pero nunca se hizo público.
El 8 de marzo de 2018, Slutski felicitó a las mujeres por el Día Internacional de la Mujer en una publicación de Facebook y se disculpó con "aquellas a las que voluntaria o involuntariamente les causó algún estrés emocional". RBC asoció esa disculpa con el escándalo sexual en la Duma Estatal. El mismo día la directora del Departamento de Información y Prensa del Ministerio de Relaciones Exteriores de la Federación Rusa, María Zajárova, también recordó el comportamiento ambiguo de Slutski hacia ella.
A fines de febrero, los periodistas del grupo de prensa de la Duma Estatal se acercaron a los líderes de la legislatura para solicitarles que discutieran el comportamiento de Leonid Slutski. El 21 de marzo de 2018, la Comisión de Ética de la Duma Estatal encabezada por Otari Arshba revisó los testimonios y las pruebas proporcionadas por Rustámova, Zhuk, Karímova, Kotrikadze y Slutski y llegó a la conclusión de que no hubo "violaciones de normas" en las acciones de Slutski, exonerando así a Slutski de las acusaciones. Según Arshba, esa fue la primera vez que la Comisión tuvo que revisar un caso de este tipo y que el razonamiento se limitó a la palabra de una persona contra la de otra.
En respuesta a la decisión de la comisión, más de una docena de medios de comunicación rusos anunciaron un boicot a Slutski y a los miembros de la comisión en persona de la Duma estatal en su totalidad. Algunos periódicos como Meduza y Védomosti en sus comentarios editoriales asociaron la decisión con la impunidad de las autoridades y señalaron que Slutski debería renunciar.

## Crítica

### Propiedad e ingresos
Según datos oficiales, los ingresos de Slutski en 2011 fueron de 1,9 millones de rublos (64,6 mil dólares estadounidenses), en 2016: 4,9 millones (73,3 mil dólares estadounidenses). Junto con su esposa, Slutski posee 1.200 metros cuadrados de terreno, una casa, tres apartamentos, locales no residenciales y varios automóviles, entre ellos un Bentley Continental Flying Spur, un Bentley Bentayga y un Mercedes-Maybach S500.
El 8 de marzo de 2018, Alekséi Navalni y su Fundación Anticorrupción (FBK) publicaron una investigación sobre la propiedad de Leonid Slutski y acusaron al diputado de acumulación ilegal de riqueza, ya que su familia no tiene un negocio oficial y sus ingresos totales son es poco probable que pueda pagar los autos, ya que los dos Bentley cuestan alrededor de 30 millones de rublos).
En la misma investigación, se señala que Slutski ha estado arrendando un terreno de una hectárea al lado de la dacha en Rubliovka, el área residencial más cara y exclusiva de la óblast de Moscú, y nunca lo ha declarado. FBK envió una solicitud al comité de perfil de la Duma Estatal y pidió renunciar al poder adjunto de Slutski después de la investigación.

### Infracciones del código de tráfico
La investigación de Alekséi Navalni y su FBK establece que en el período comprendido entre junio de 2017 y marzo de 2018, un Mercedes-Maybach S500 propiedad de Slutski violó las normas de tránsito 825 veces (incluida la conducción en el carril contrario). Las multas ascendieron a 1,4 millones de rublos, lo que representa alrededor del 40% de sus ingresos oficiales.
Previamente, el periódico Nóvaya Gazeta informó que el 1 de junio de 2013, funcionarios de la Dirección General de Seguridad Interna del Ministerio del Interior detuvieron a dos inspectores de la GIBDD (Administración General para la Seguridad del Tránsito), quienes se dirigían, en compañía de Leonid Slutski, al aeropuerto en un coche con la sirena encendida. Slutski se negó a explicar por qué estaba en el auto de la policía de tránsito. Según la publicación, el diputado iba a volar desde el aeropuerto gubernamental "Vnúkovo-3" a Athos junto con el patriarca Cirilo I de Moscú.

### Conexiones con la iglesia ortodoxa rusa
Slutski tiene estrechas relaciones con el liderazgo de la Iglesia Ortodoxa Rusa. El 11 de junio de 2011, día de la festividad ortodoxa de Pentecostés, Slutski aterrizó en el territorio de Laura de la Trinidad y San Sergio en un helicóptero, sin haber avisado a nadie con antelación. "Causó una gran sorpresa que se convirtió en indignación entre los feligreses y trabajadores de la iglesia". Según el diputado, se apresuró a reunirse con el patriarca Cirilo I de Moscú, pero debido a los atascos en la carretera de Yaroslavl tuvo que utilizar los servicios de una compañía de helicópteros.
La investigación del canal de televisión Dozhd indica que Slutski es el presidente de la junta directiva de la fundación benéfica "Catedral Naval de Kronstadt", que contribuyó con 1.300 millones de rublos para restaurar la Catedral Naval de Kronstadt en la ciudad de Kronstadt, que es la ciudad natal de Svetlana Medvédeva. Uno de sus miembros de la junta es Vladímir Resin, quien está involucrado en trabajos de construcción para la Iglesia Ortodoxa Rusa. Solo en 2013, se gastaron más de mil millones de rublos de donaciones en la construcción de iglesias a través de las cuentas del fondo.
Andréi Kónonov, el director general del fondo, es asistente de Slutski de forma voluntaria. La investigación supone que el fondo financió a los separatistas de la autoproclamada República Popular de Donetsk. Kónonov también se reunió con los líderes de la república no reconocida, trayendo consigo sacerdotes e íconos.
Otro fondo no transparente de Slutski, la "Fundación Rusa para la Paz", se menciona en la investigación. Su departamento de Sarátov estuvo involucrado en fraude con la tierra y, entre otras cosas, obtuvo un contrato de arrendamiento en un estanque, donde, según los documentos, planeaba construir una pista de carreras de autos para niños.

### Acusaciones de soborno
En enero de 2017, el desarrollador Serguéi Polonski apeló al Fiscal General de Rusia Yuri Chaika con una demanda de presentar cargos penales contra los diputados de la Duma Estatal Vladímir Resin y Leonid Slutski. Según él, dos diputados lo sobornaron y "obtuvieron 990 m² en el ático de la 'Kutúzovskaya Riviera' para el registro del contrato".

## Vida personal
Slutski está casado y tiene una hija adulta de su primer matrimonio. En marzo de 2018, la periodista Anna Mongait informó que la cantante Zara avanzó en su carrera política y recibió el título de "Artista de Honor de la Federación Rusa" debido a su relación con Slutski.